# Gentamicina 3'-N-acetiltransferasi
La gentamicina 3'-N-acetiltransferasi è un enzima appartenente alla classe delle transferasi, che catalizza la seguente reazione:
acetil-CoA + gentamicina C ⇄ CoA + N3′-acetilgentamicina C
L'enzima acetila anche la sisomicina.